# Walking in the rain/Stars to shine again
《Walking in the rain/Stars to shine again》是日本女子樂團SPEED的第14張單曲。2003年11月27日，在SPEED2000年解散之後第二次再結成時發行。
SPEED在2003年因參加「拯救兒童運動」，幫助亞洲貧困兒童，再次「期間限定」，在解散之後第二次再結成。以Copy Control光盤形式發行。是SPEED第一雙A面單曲。《Stars to shine again》被用作明治製菓的「手作巧克力」廣告歌。
與收錄這首單曲與前作《Be My Love》的專輯《BRIDGE》一同在11月27日發售。在Oricon週榜最高排行第13位，是SPEED至今唯一一張沒有進入Oricon週榜前十位的單曲；在榜期間銷量為29,378張。
SPEED第一張不是由伊秩弘將製作的單曲。

## 收錄曲目
1. Walking in the rain
  - 作詞：安岡優（The Gospellers）；作曲：黑澤薫（ゴスペラーズ）；編曲：宇佐美秀文、松本圭司
2. Stars to shine again
  - 作詞：Tommy february6；作曲：MALIBU CONVERTIBLE；編曲：上杉洋史
3. Be My Love（X'mas version）
  - 作詞、作曲：伊秩弘將；編曲：旭純
4. White Love（2003 live memorial）
  - 作詞、作曲：伊秩弘將；編曲：水島康貴
5. Walking in the rain （Instrumental）
6. Stars to shine again （Instrumental）